# Championnat d'Eswatini de football 2020-2021
Navigation
Édition précédente Édition suivante
La saison 2020-2021 du Championnat d'Eswatini de football est la quarante-troisième édition de la Premier League, le championnat national de première division en Eswatini. Seize équipes sont regroupées au sein d'une poule unique où elles affrontent deux fois leurs adversaires, à domicile et à l'extérieur. En fin de saison, les deux derniers du classement sont relégués et remplacés par les deux meilleures équipes de deuxième division.
À cause de la pandémie de Covid-19 la compétition ne débute que le 12 décembre 2020.

## Participants
Après une saison 2019-2020 tronquée par les répercussions de la pandémie, la compétition commence avec les mêmes équipes plus deux qui sont administrativement promues.
- Denver Sundowns Football Club
- Manzini Wanderers Football Club
- Young Buffaloes Football Club
- Moneni Pirates Football Club
- Mbabane Highlanders
- Mbabane Swallows Football Club
- Tambuti FC
- Green Mamba Football Club
- Royal Leopards Football Club
- Malanti Chiefs Football Club
- Mhlume Peacemakers Football Club
- Matsapha United Football Club
- Manzini Sea Birds Football Club
- Milling Hotspurs Football Club
- Tinyosi Football Club - Promu de D2
- Tambankulu Callies Football Club - Promu de D2

## Compétition

### Classement
Le classement est établi sur le barème de points suivant : victoire à 3 points, match nul à 1, défaite à 0.
| Rang | Équipe                        | Pts | J  | G  | N  | P  | Bp | Bc | Diff |
| ---- | ----------------------------- | --- | -- | -- | -- | -- | -- | -- | ---- |
| 1    | Royal Leopards FC             | 77  | 30 | 24 | 5  | 1  | 62 | 18 | +44  |
| 2    | Young Buffaloes FC            | 72  | 30 | 22 | 6  | 2  | 58 | 14 | +44  |
| 3    | Mbabane Swallows              | 69  | 30 | 21 | 6  | 3  | 54 | 19 | +35  |
| 4    | Green Mamba                   | 50  | 30 | 14 | 8  | 8  | 34 | 26 | +8   |
| 5    | Mbabane Highlanders           | 50  | 30 | 13 | 11 | 6  | 41 | 24 | +17  |
| 6    | Manzini Wanderers             | 47  | 30 | 12 | 11 | 7  | 31 | 25 | +6   |
| 7    | Milling Hotspurs              | 35  | 30 | 10 | 7  | 13 | 33 | 42 | -9   |
| 8    | Manzini Sea Birds FC          | 35  | 30 | 8  | 11 | 11 | 31 | 36 | -5   |
| 9    | Tinyosi FC P                  | 31  | 30 | 8  | 7  | 15 | 29 | 41 | -12  |
| 10   | Tambuti FC                    | 30  | 30 | 6  | 12 | 12 | 30 | 41 | -11  |
| 11   | Denver Sundowns Football Club | 29  | 30 | 7  | 8  | 15 | 33 | 41 | -8   |
| 12   | Tambankulu Callies FC P       | 28  | 30 | 7  | 7  | 16 | 29 | 37 | -8   |
| 13   | Moneni Pirates                | 28  | 30 | 7  | 7  | 16 | 25 | 43 | -18  |
| 14   | Malanti Chiefs FC             | 28  | 30 | 7  | 7  | 16 | 25 | 42 | -17  |
| 15   | Black Swallows                | 25  | 30 | 6  | 7  | 16 | 31 | 58 | -27  |
| 16   | Mhlume Peacemakers            | 21  | 30 | 5  | 6  | 19 | 22 | 61 | -39  |

|  | Qualification pour la Ligue des champions de la CAF 2021-2022                           |
|  | Qualification pour la Coupe de la confédération 2021-2022                               |
|  | Relégation directe en deuxième division                                                 |
|  | T : Tenant du titre C : Vainqueur de la Coupe d'Eswatini P : Promu de deuxième division |

## Bilan de la saison
| Championnat d'Eswatini de football 2020-2021 |                                         |
| Champion                                     | Royal Leopards Football Club (7e titre) |
| Qualifications continentales                 |                                         |
| Ligue des champions de la CAF 2021-2022      | Royal Leopards Football Club            |
| Coupe de la confédération 2021-2022          | Young Buffaloes Football Club           |
| Promotions et relégations                    |                                         |
| Promus en Premier League                     | Vovovo FC                               |
| Promus en Premier League                     | Rangers FC Shiselweni                   |
| Relégués en First Division League            | Black Swallows                          |
| Relégués en First Division League            | Mhlume Peacemakers                      |